# به دنیا بگویید بایستد
به دنیا بگویید بایستد نام سریال ایرانی به کارگردانی محمدرضا آهنج، تهیه‌کنندگی رضا مهدوی و محصول سال ۱۳۸۵ است. این سریال ۱۳ قسمتی برای نخستین‌بار در سال ۱۳۸۵ از شبکه تهران صدا و سیمای ایران پخش شد. این سریال مجدداً در اردیبهشت ماه ۱۳۹۰ از شبکه تهران، در تیر ۱۳۹۲ از شبکهٔ آی‌فیلم؛ در شهریور ۱۳۹۸ از شبکهٔ آی‌فیلم انگلیسی و مجدداً تیر ماه ۱۴۰۰ از شبکه آی فیلم باز پخش شد.

نمایی از سریال به دنیا بگویید بایستد

## خلاصه داستان
فیلمنامه این سریال را مصطفی رستگاری به نگارش درآورده که داستان آن روایتگر دوستی دو جوان به نام‌های علاء و شهریار است. دوستی این دو با وقوع قتلی به پایان می‌رسد و راز این قتل داستان مجموعه را شکل می‌دهد. داستان این مجموعه دربارهٔ جوانی است که متهم است در زمان خدمت سربازی هم خدمت خود شهریار والا را در پادگان به قتل رسانده‌است. دادگاه بدوی او را به اعدام محکوم می‌کند و در دادگاه تجدید نظر حکم تأیید می‌شود، اما از دیوان عالی کشور تقاضای بررسی مجدد می‌کند.

## بازیگران
| بازیگر        | نقش                    |
| ------------- | ---------------------- |
| حامد کمیلی    | علا رحمتی              |
| امیرمحمد زند  | شهریار والا            |
| مریم کاویانی  | لعیا رحمتی             |
| محمود عزیزی   | کاووسی                 |
| جمشید گرگین   | عمو جهان (عموی شهریار) |
| آزیتا لاچینی  | مامان‌علی               |
| فریبا متخصص   | مادر شهریار            |
| مهسا کرامتی   | پانته‌آ                 |
| فرهاد قائمیان | بازجو                  |
| رضا توکلی     | پدر شهریار             |

## موسیقی
موسیقی متن و تیتراژ سریال تلویزیونی به دنیا بگویید بایستد، اثر محمد مهدی گورنگی است. خوانندهٔ تیتراژ پایانی این سریال، مهدی زکی‌زاده و ترانه‌سرای آن افشین علا است. فرهاد قائمیان نیز در تیتراژ این سریال دکلمه کرده‌است.